# Sankarnagar
Sankarnagar é uma panchayat (vila) no distrito de Tirunelveli, no estado indiano de Tamil Nadu.

## Demografia
Segundo o censo de 2001,  Sankarnagar  tinha uma população de 5067 habitantes. Os indivíduos do sexo masculino constituem 51% da população e os do sexo feminino 49%. Sankarnagar tem uma taxa de literacia de 82%, superior à média nacional de 59.5%: a literacia no sexo masculino é de 85% e no sexo feminino é de 79%. Em Sankarnagar, 9% da população está abaixo dos 6 anos de idade.